# Hessesjön
Hessesjön är en sjö i Borlänge kommun i Dalarna och ingår i Dalälvens huvudavrinningsområde. Sjön är 3,3 meter djup, har en yta på 0,0432 kvadratkilometer och är belägen 125,2 meter över havet.

## Delavrinningsområde
Hessesjön ingår i det delavrinningsområde (670358-148078) som SMHI kallar för Ovan Lustbäcken. Medelhöjden är 130 meter över havet och ytan är 3,58 kvadratkilometer. Räknas de 76 avrinningsområdena uppströms in blir den ackumulerade arean 548,06 kvadratkilometer. Tunaån (Flokån) som avvattnar avrinningsområdet har biflödesordning 2, vilket innebär att vattnet flödar genom totalt 2 vattendrag innan det når havet efter 204 kilometer. Avrinningsområdet består mestadels av öppen mark (17 procent) och jordbruk (70 procent). Avrinningsområdet har 0,04 kvadratkilometer vattenytor vilket ger det en sjöprocent på 1,2 procent. Bebyggelsen i området täcker en yta av 0,42 kvadratkilometer eller 12 procent av avrinningsområdet.